# Vevey Riviera Basket
O Vevey Riviera Basket, também conhecido como Riviera Lakers, é um clube profissional de basquetebol sediado na cidade de Vevey, Suíça que atualmente disputa a SB League. Foi fundado em 1952 e manda seus jogos nas Galeries du Rivage.

## Temporadas
| Temporada | Nível | Liga | Pos. | Pós Temporada    |
| --------- | ----- | ---- | ---- | ---------------- |
| 2013–14   | 2     | LNB  | 2    | Finalista        |
| 2014-15   | 2     | LNB  | 3    | Semifinais       |
| 2015-16   | 2     | LNB  | 7    |                  |
| 2016-17   | 2     | LNB  | 1    | Promovidocampeão |
| 2017-18   | 1     | SBL  | 9    |                  |
| 2018-19   | 1     | SBL  | 6    |                  |
| 2019-20   | 1     | SBL  |      | cancelado        |
| 2020-21   | 3     | NL1  |      |                  |

fonte:eurobasket.com

## Títulos
- LNA

Campeões (2): 2006, 2007
- Copa da Suíça

Campeões (3): 1983, 1984 e 1985

## Jogadores notáveis
- Thabo Sefolosha
- Jim Boylan
- Jim Grandholm
- Herb Johnson